# 成世光

Coat of arms of Paul Cheng Shi Guang

成世光（せい せいこう、英: Paul Cheng Shi-guang、1915年9月15日 - 2012年8月23日）は、中華民国（台湾）のカトリック台南教区の名誉司教である。

## 経歴
1915年9月15日に中国山西省孝義市で生まれ、1927年に父母と共に受洗した。1928年には汾陽小神学校に入り、1933年には察哈爾省の宣化大神学校に進んだ。1943年6月29日、司祭に叙階されて北平（北京）の輔仁大学で文学を4年間専攻した。
1950年にベルギーに派遣されて2年間学んだが、中国大陸および朝鮮半島の政治的事情により戻れなくなった。1953年に台湾に到着し、1957年には衛道中学の校長の任に就いた。
1960年5月3日にカトリック台北大司教区補佐司教に任じられ、1960年7月25日に司教に聖別された。1966年6月7日にはカトリック台南教区司教に任じられ、同じ年にはカトリック嘉義教区の補佐司教を兼任した。1990年12月3日に引退した。
2010年7月24日には、台南で約1000名の信者が集って司教聖別50周年が祝われ、成司教自らと70人の司教と司祭による共同司式でミサが捧げられた。
2012年8月23日、死去。96歳没。

## 著作
- 成世光主教全集 聞道出版社